# Nebojša Grahovac
Nebojša Grahovac, né le 11 février 1984 à Prijedor (République socialiste de Bosnie-Herzégovine), est un handballeur international bosnien.
Nebojša Grahovac débute adolescent, en 1997, en première division bosnienne avec le club de sa ville natale, le RK Prijedor. Dès 1999, il rejoint rapidement le RK Borac Banja Luka avec qui il remporte la Coupe nationale en 2007. Grahovac s'engage alors avec le RK Bosna Sarajevo où il remporte le doublé coupe-championnat trois années consécutives et découvre la Ligue des champions. Repéré en Coupe d'Europe par le Montpellier AHB, il signe finalement au Chambéry SH. En France, il est vice-champion à deux reprises, perd cinq finales de compétition nationale et continue d'évoluer en C1 européenne. En 2010, Nebojša s'engage avec le club de Chartres en D2 française avec qui il connaît deux montées en D1.
Sur le plan international, Grahovac débute en équipe de Bosnie-Herzégovine en 2006. Il fait partie de la seule sélection bosnienne participant à un championnat du monde, en 2015.
Le gardien bosnien ouvre son palmarès par la Coupe de Bosnie en 2007 avec le Borac Banja Luka. Il remporte les trois suivantes ainsi que le doublé avec le championnat pour le Bosna Sarajevo. Parti à Chambéry, il est vice-champion de France et perd en finale de la Coupe nationale et Coupe de la Ligue la première saison. En trois ans, il perd aussi trois fois en finale du Trophée des champions et est à nouveau second de D1 en 2012. À Chartres, il remporte deux fois la deuxième division et termine aussi second à une reprise.

## Biographie

### Enfance et formation en Bosnie
Enfant, Nebojša Grahovac pratique le basket-ball, le football et le handball, qu'il débute à neuf ans dans le club de sa ville natale et que son père pratique aussi. Il devient rapidement gardien de but.
Avec son club de Prijedor, il joue dès l'âge de treize ans en première division.
Nebojša rejoint le RK Borac Banja Luka, ancien champion d'Europe, en 1999 à quinze ans. Avec Borac, il atteint les quarts de finale de la Coupe Challenge 2004-05 (C4). En 2007, il remporte la Coupe de Bosnie-Herzégovine et quitte le club après huit saisons.

### Europe avec Sarajevo puis Chambéry
À 23 ans, Grahovac part pour le Bosna Sarajevo, où il réalise trois triplés Championnat-coupe en 2008, 2009 et 2010. Avec le Bosna, il atteint également les quarts de finale de la Coupe des vainqueurs de coupe 2008-09 et trois fois la phase de groupes de la Ligue des champions de l'EHF.
C'est lors de cette compétition qu'il croise le chemin du Chambéry SH. Son agent le met alors en contact avec le club savoyard au printemps 2010. Toutefois, au grand dam du président du Chambéry, il signe un contrat d'un an au Montpellier AHB, dans l'attente de l'arrivée la saison suivante de Mickaël Robin, le gardien du Chambéry Savoie Handball. Finalement, un accord est trouvé entre les deux clubs : Robin arrive un an plus tôt à Montpellier et Grahovac rejoint Chambéry.
Bien intégré à Chambéry où sa fille naît, il y évolue pendant trois saisons, étant deux fois vice-champion de France et disputant trois finales du Trophée des Champions, une de Coupe de France et une de Coupe de la Ligue. En Ligue des champions 2010-11, il atteint les huitièmes de finale.

### Entre D1 et D2 à Chartres
Fin mars 2013, Nebojša Grahovac s'engage pour trois saisons avec le Chartres MHB28 en deuxième division. Recruté pour verrouiller la cage chartraine, Grahovac n'est pas forcément le « tueur » attendu sur sa première saison.
Lors de la troisième journée de son second exercice, le gardien bosnien participe au bon début de saison de son club, alors leader de Pro D2, en réalisant 26 arrêts lors du même match contre l'UMS Pontault-Combault HB en octobre 2014. Il est un artisan de la montée du CMHB28 en LNH lors de cette saison 2014-2015.

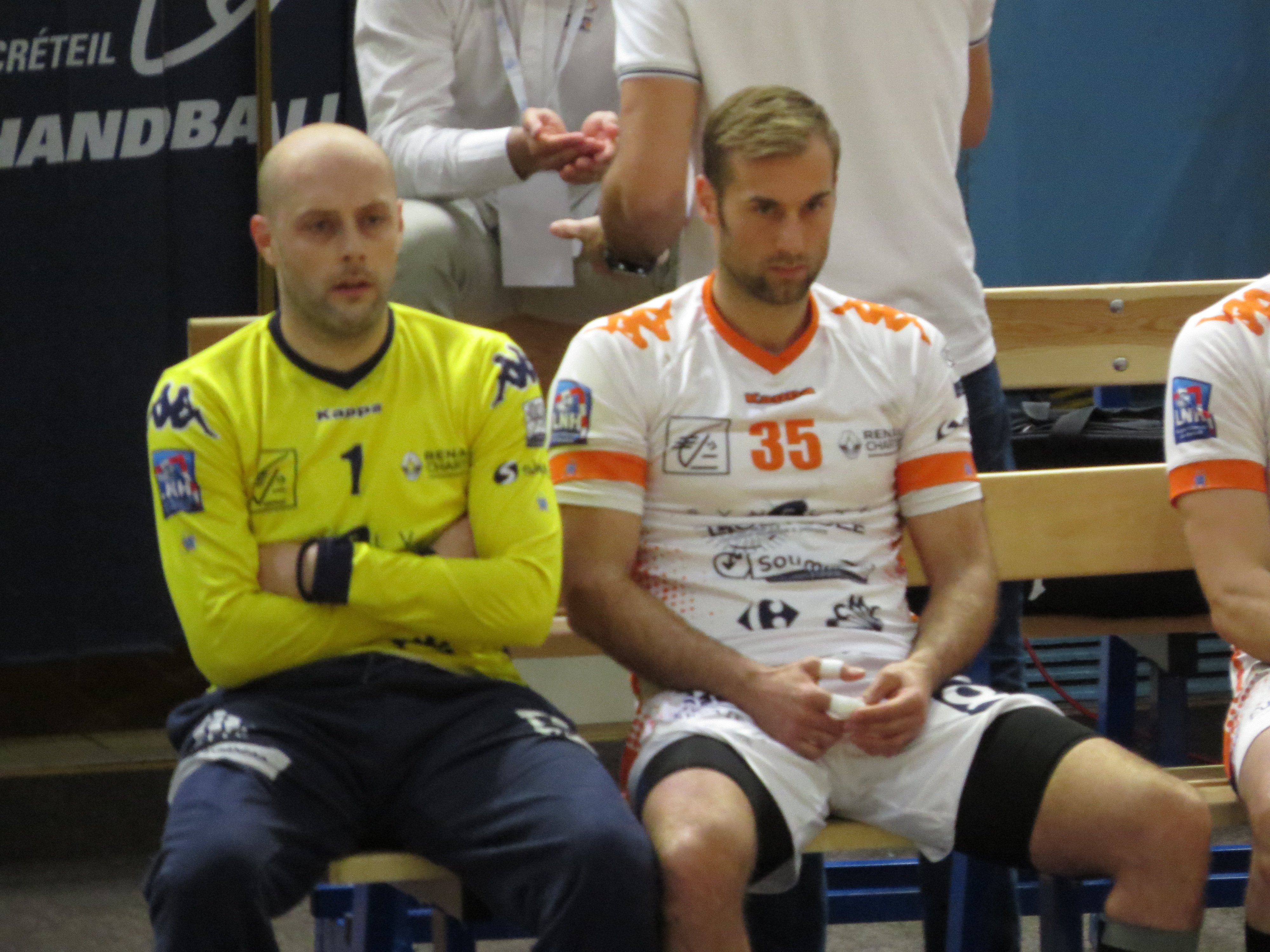
Grahovac (à g.) sur le banc chartrain en mai 2016.

En mai 2016, auteur d'un bon exercice 2015-2016 avec 176 arrêts et 30% de réussite, il prolonge son contrat de deux saisons jusqu'en 2018, après été laissé libre dans un premier temps, faute de constance. Il ne peut pour autant éviter la relégation de son équipe, qui redescend dès la première année en D2.
L’année suivante, il se retrouve encore dans le collimateur de l'entraîneur, Jérémy Roussel jugeant sa saison « insuffisante ».
L'exercice 2017-2018 est plus que correcte. En avril 2018, avec 35,2 % d'arrêts, il est le gardien le plus efficace du championnat, devant le Caennais Denis Serdarevic (35 %). Au classement du nombre d'arrêts, Grahovac arrive plus loin (10e) à cause de la rotation dans le but chartrain avec le Portugais Ricardo Candeias. Grahovac améliore son record d'arrêt par rapport à l'année précédente (206 au lieu de 21) en jouant un match en moins.
Pour la saison 2018-2019, au club depuis six ans, Nebojsa Grahovac affiche la seconde plus grande ancienneté de l’effectif, derrière le capitaine Robin Molinié. À la mi-décembre 2018, Grahovac compte 146 arrêts depuis le début du championnat et huit matches à plus de treize arrêts, avec une pointe à vingt-deux parades, contre Nice mi-octobre. Il éteint la concurrence de Candeias et est à la lutte avec le Serbe Obrad Ivezić pour la place de meilleur gardien de Proligue. En janvier 2020, il prolonge son contrat jusqu'au terme de l'exercice 2020-2021.

### En équipe nationale
Nebojša Grahovac dispute son premier match avec l'équipe nationale de Bosnie-Herzégovine le 6 juin 2006 contre la Serbie.
La Bosnie-Herzégovine se qualifie pour le Championnat du monde 2015 au Qatar, la première grande compétition de son histoire, après avoir réussi l'exploit d'éliminer l'Islande en barrages de qualification avec Grahovac dans les buts. Pour lui « les rassemblements en sélection ont un peu le goût des vacances, confie le portier chartrain. On retrouve le pays, c'est juste du plaisir. » En janvier 2015, Grahovac fait partie de la délégation nationale en tant que « replaced player ». Il termine troisième gardien en termes de temps de jeu derrière Benjamin Burić et Peđa Dejanović (en), et dispute les cinq rencontres du groupe B (meilleur gardien bosnien à 8/24, 33%). La Bosnie termine vingtième de la compétition.

## Style de jeu

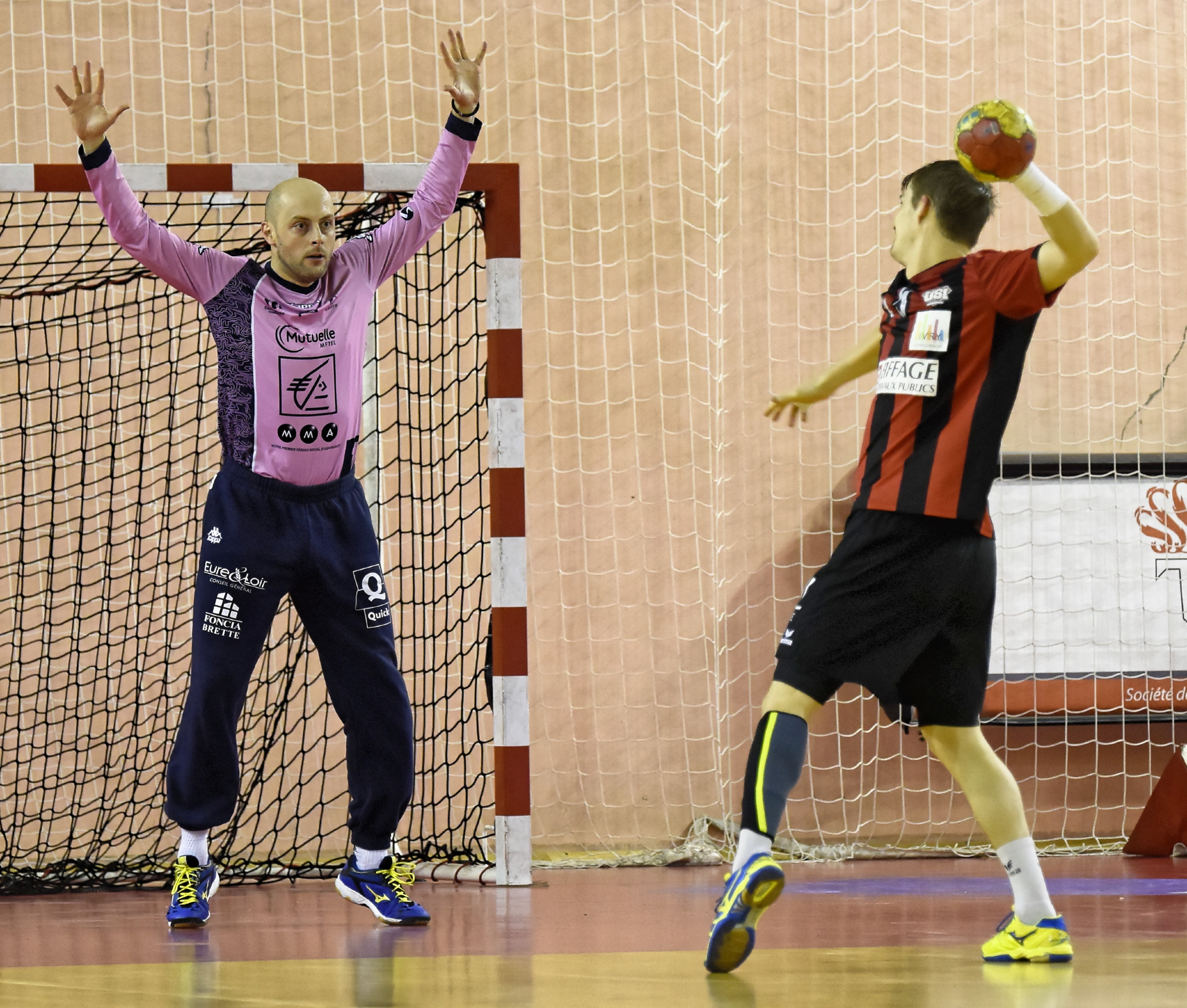
Grahovac s'apprêtant à réaliser un arrêt en décembre 2014.

## Palmarès
Avec le Bosna Sarajevo, Grahovac remporte trois titres de champion de Bosnie et trois coupes nationales. À Chambéry, il est deux fois vice-champion de France, dispute trois finales du Trophée des Champions, une de Coupe de France et une de Coupe de la Ligue. Pour Chartres, Nebojša remporte le titre de deuxième division française, quatre ans après ses play-offs.
- Championnat de Bosnie-Herzégovine (3)
  - Champion : 2008, 2009 et 2010 avec le RK Bosna Sarajevo

- Coupe de Bosnie-Herzégovine (4) : 
  - Vainqueur : 2007 avec Borac Banja Luka, 2008, 2009 et 2010 avec le RK Bosna Sarajevo

- Championnat de France
  - Vice-champion : 2011 et 2012 avec Chambéry

- Coupe de France
  - Finaliste : 2011 avec Chambéry

- Coupe de la Ligue
  - Finaliste : 2011 avec Chambéry

- Trophée des Champions
  - Finaliste : 2010, 2011 et 2012 avec Chambéry

- Championnat de France D2 (1)
  - Champion : 2019 avec Chartres
  - Vainqueur des play-off : 2015 avec Chartres
  - Finaliste des play-off : 2017 avec Chartres

## Statistiques
| Club                  | Saison                | Championnat           | Championnat | Championnat | Championnat | Coupes nationales | Coupes nationales | Coupes nationales | Coupes nationales | Coupe continentale | Coupe continentale | Coupe continentale | Coupe continentale | Total | Total | Total |
| Club                  | Saison                | Div                   | M           | A           | %           | N                 | M                 | A                 | %                 | N                  | M                  | A                  | %                  | M     | A     | %     |
| --------------------- | --------------------- | --------------------- | ----------- | ----------- | ----------- | ----------------- | ----------------- | ----------------- | ----------------- | ------------------ | ------------------ | ------------------ | ------------------ | ----- | ----- | ----- |
| Banja Luka            | 1999-2000             |                       |             |             |             |                   |                   |                   |                   | -                  | -                  | -                  | -                  |       |       |       |
| Banja Luka            | 2000-2001             |                       |             |             |             |                   |                   |                   |                   | -                  | -                  | -                  | -                  |       |       |       |
| Banja Luka            | 2001-2002             |                       |             |             |             |                   |                   |                   |                   | C4                 | 0                  | -                  | -                  |       |       |       |
| Banja Luka            | 2002-2003             |                       |             |             |             |                   |                   |                   |                   | -                  | -                  | -                  | -                  |       |       |       |
| Banja Luka            | 2003-2004             |                       |             |             |             |                   |                   |                   |                   | -                  | -                  | -                  | -                  |       |       |       |
| Banja Luka            | 2004-2005             |                       |             |             |             |                   |                   |                   |                   | C4                 | 6                  |                    |                    |       |       |       |
| Banja Luka            | 2005-2006             |                       |             |             |             |                   |                   |                   |                   | -                  | -                  | -                  | -                  |       |       |       |
| Banja Luka            | 2006-2007             |                       |             |             |             |                   |                   |                   |                   | C4                 | 4                  |                    |                    |       |       |       |
| Sous-total            | Sous-total            | Sous-total            |             |             |             | -                 |                   |                   |                   | -                  | 10                 |                    |                    |       |       |       |
| Bosna Sarajevo        | 2007-2008             |                       |             |             |             |                   |                   |                   |                   | C1+C2              | 6+2                |                    |                    |       |       |       |
| Bosna Sarajevo        | 2008-2009             |                       |             |             |             |                   |                   |                   |                   | C1+C2              | 6+4                |                    |                    |       |       |       |
| Bosna Sarajevo        | 2009-2010             |                       |             |             |             |                   |                   |                   |                   | C1                 | 10                 |                    |                    |       |       |       |
| Sous-total            | Sous-total            | Sous-total            |             |             |             | -                 |                   |                   |                   | -                  | 28                 |                    |                    |       |       |       |
| Chambéry SH           | 2010-2011             | D1                    | 24          | 145         | 31          | TC                |                   |                   |                   | C1                 | 12                 |                    |                    |       |       |       |
| Chambéry SH           | 2011-2012             | D1                    | 26          | 95          | 35          | TC                |                   |                   |                   | C1                 | 10                 |                    |                    |       |       |       |
| Chambéry SH           | 2012-2013             | D1                    | 26          | 123         | 32          | CL+TC             | 2+?               | 4+?               | 24+?              | C1                 | 10                 |                    |                    |       |       |       |
| Sous-total            | Sous-total            | Sous-total            | 76          | 363         | 33          | -                 |                   |                   |                   | -                  | 32                 |                    |                    |       |       |       |
| C' Chartres MHB       | 2013-2014             | D2                    | 24          |             |             | CF                | 4                 |                   |                   | -                  | -                  | -                  | -                  |       |       |       |
| C' Chartres MHB       | 2014-2015             | D2                    | 24+2        |             |             | CF                | 2                 |                   |                   | -                  | -                  | -                  | -                  |       |       |       |
| C' Chartres MHB       | 2015-2016             | D1                    | 26          | 179         | 29          | CF+CL             | 3+1               |                   |                   | -                  | -                  | -                  | -                  |       |       |       |
| C' Chartres MHB       | 2016-2017             | D2                    | 29          | 201         | 30          | CF+CL             | 1+1               | ?+10              | ?+31              | -                  | -                  | -                  | -                  |       |       |       |
| C' Chartres MHB       | 2017-2018             | D2                    | 28          | 206         | 35          | CF+CL             | 3+1               | ?+1               | ?+13              | -                  | -                  | -                  | -                  |       |       |       |
| C' Chartres MHB       | 2018-2019             | D2                    | 28          | 260         | 33          | CF+CL             | 3+2               | ?+22              | ?+39              | -                  | -                  | -                  | -                  |       |       |       |
| C' Chartres MHB       | 2019-2020             | D1                    | 9           | 68          | 29          | CF+CL+TC          | ?+3+1             | ?+18+3            | ?+29+19           | -                  | -                  | -                  | -                  |       |       |       |
| Sous-total            | Sous-total            | Sous-total            | 171         |             |             | -                 | 25                |                   |                   | -                  | 0                  | 0                  | 0                  | 196   |       |       |
| Total sur la carrière | Total sur la carrière | Total sur la carrière |             |             |             | -                 |                   |                   |                   | -                  | 70                 |                    |                    |       |       |       |